# Never Gonna Not Dance Again
Never Gonna Not Dance Again is een nummer van de Amerikaanse zangeres Pink uit 2022. Het is de eerste single van haar negende studioalbum Trustfall.
"Never Gonna Not Dance Again", met een dubbele ontkenning in de titel, is een vrolijk popliedje. Pinks dochter Willow (die anderhalf jaar eerder ook al meezong op Cover Me in Sunshine) en zoon Jameson verzorgen achtergrondvocalen op het nummer. De boodschap van het nummer is dat er altijd ruimte is om te gaan dansen, wat er ook gebeurt. Hoewel het nummer in de Amerikaanse Billboard Hot 100 flopte met een 99e positie, werd het in Europa wel een grote hit. De plaat werd in Nederland Alarmschijf op Q-music en 538 Favourite op Radio 538. In de Nederlandse Top 40 bereikte het de 12e positie. Ook in de Vlaamse Ultratop 50 kende het nummer veel succes; daar bereikte het de 4e positie.

## Tracklijst
- Muziekdownload

1. "Never Gonna Not Dance Again" - 3:45

## NPO Radio 2 Top 2000
| Nummer met noteringen in de NPO Radio 2 Top 2000 | '23  | '24  |
| ------------------------------------------------ | ---- | ---- |
| Never Gonna Not Dance Again                      | 1844 | 1817 |

1. ↑  Een vetgedrukt getal geeft de hoogste notering aan.
2. ↑  2023 was het eerste jaar met een notering voor dit nummer.